# ريموند سبروينس
ريموند سبروينس (بالإنجليزية: Raymond A. Spruance)‏  (و. 1886 – 1969 م) هو ضابط، ودبلوماسي أمريكي، ولد في بالتيمور، ويحمل رتبة عسكرية أميرال، توفي في مونتيري، مونتيري، كاليفورنيا، عن عمر يناهز 83 عاماً.

## مناصب
تولى منصب High Commissioner of the Trust Territory of the Pacific Islands ‏ (24 نوفمبر 1945–3 فبراير 1946)، وقائمة سفراء الولايات المتحدة لدى الفلبين، وسفير.

## التعليم
تعلم في كلية الحرب البحرية، وShortridge High School ‏.

## الخدمة العسكرية
خدم في بحرية الولايات المتحدة.

## جوائز
حصل على جوائز منها:
- صليب البحرية.